# Melchior Vischer
Melchior Vischer, vl. jménem Emil Walter Kurt Fischer, (* 7. ledna 1895 v Teplicích - 21. dubna 1975 v Berlíně) byl německý spisovatel a režisér českého původu.

## Život
Po maturitě byl povolán do armády: v první světové válce se byl brzy povýšen, nicméně při bojích v Haliči byl těžce raněn a tak strávil zbytek vojny v lazaretu nedaleko Prahy. Po svém uzdravení studoval germanistiku, dějiny umění, filosofii a matematiku na pražské univerzitě. Současně pracoval pro Prager Presse, noviny blízké tehdejší vládě.
Při své žurnalistické práci se seznámil s herečkou Evou Segaljewitschovou, kterou si později vzal. Roku 1920 debutoval románem Sekunde durch Hirn, jehož zveřejnění se automaticky zařadil k nejvýznamnějším představitelům dadaismu v Praze.
V těchto letech se spřátelil mj. s Franzem Kafkou či spisovatelem Ernstem Weißem. Setkal se též s Alfredem Döblinem a Robertem Musilem, s Tristanem Tzarou pak udržoval pravidelnou korespondenci. Jeho prostřednictví se také seznámil s Francisem Picabiou, který chtěl některé z jeho básní uveřejnit. S Tristanem Tzarou také plánoval sestavit dadaistickou antologii s pracovním názvem Dadaglobe, nikdy k tomu ovšem nedošlo.
V roce 1923 byl vyznamenán „čestným zmíněním“ (od Alfreda Döblina) při příležitosti předávání Kleistovy ceny. V témže roce také odjel se svou ženou do Německa - zde se živil jako dramaturg a režisér v divadlech ve Würzburgu, Bamberku, Baden-Badenu a Frankfurtu nad Mohanem. V této oblasti se ovšem nedokázal prosadit a nedosáhl tak valných úspěchů.
Roku 1927 se společně s manželkou usadil v Berlíně a působil zde jako spisovatel na volné noze. Žil zde velmi odloučeně a své dřívější kolegy, jako např. Herwartha Waldena a jeho okruh, téměř vůbec nekontaktoval. Z důvodu finanční tísně se začal věnovat zakázkovému psaní románů na pokračování.
V letech 1940 a 1942 zveřejnil dvě své rané práce pod původním jménem Emil Fischer, jelikož jakožto Melchior Vischer měl znemožněno publikovat. Jeho biografie mistra Jana Husa byla totiž německou národně socialistickou stranou zakázána.
Roku 1944 zemřela jeho manželka na rakovinu. Od té doby přestal prakticky udržovat kontakty se svým okolím.
Po skončení války pracoval pro různé berlínské noviny a časopisy, v roce 1951 pak odešel do Východního Berlína, kde měl přislíbeno nové vydání svých děl, zejména biografie Jana Husa. Jelikož ovšem těmto slibům nebylo dostáno, vrátil se Vischer rozhořčeně zpět do západní části města. Tam se oženil podruhé, ovšem kvůli jeho naprosto katastrofální finanční situaci se manželství opět brzy rozpadlo. Zemřel v Berlíně 21. dubna 1975.
Jeho rané práce byly ovlivněny dadaismem, ovšem zčásti již měly své specifické ražení, později však nalezl své umělecké „doma“ v expresionismu.

## Díla
- Seznam děl v Souborném katalogu ČR, jejichž autorem nebo tématem je Melchior Vischer
- Chaplin (1924)
- Der Hase (1922)
- Jan Hus (1938)
- Münnich (1938)
- Sekunde durch Hirn (1920)
- Strolch und Kaiserin (1921)
- Der Teemeister 1920)
- Der Titan (1919)